# 米德爾敦 (密蘇里州)
米德爾敦（英語：Middletown）是位於美國密蘇里州蒙哥馬利縣的城市。

## 人口
根據2020年美國人口普查的數據，米德爾敦的面積為0.83平方千米，皆為陸地。當地共有人口171人，而人口密度為每平方千米206人。